# タトラ 815
タトラ815（Tatra 815）は、チェコのタトラ社が生産するトラックファミリー。バックボーン型チューブとスイングアクスル式の独立懸架サスペンションを採用している。車体は4x4、6x6、8x8、10x8、10x10、12x8、12x12のバリエーションがあり、エンジンは空冷式と液冷式のバリエーションがある。タトラ813の後継として、当初は極端なオフロード条件用に設計されていたが、現在ではオフロードとオンロードの両方用に設計されたモデルもある。

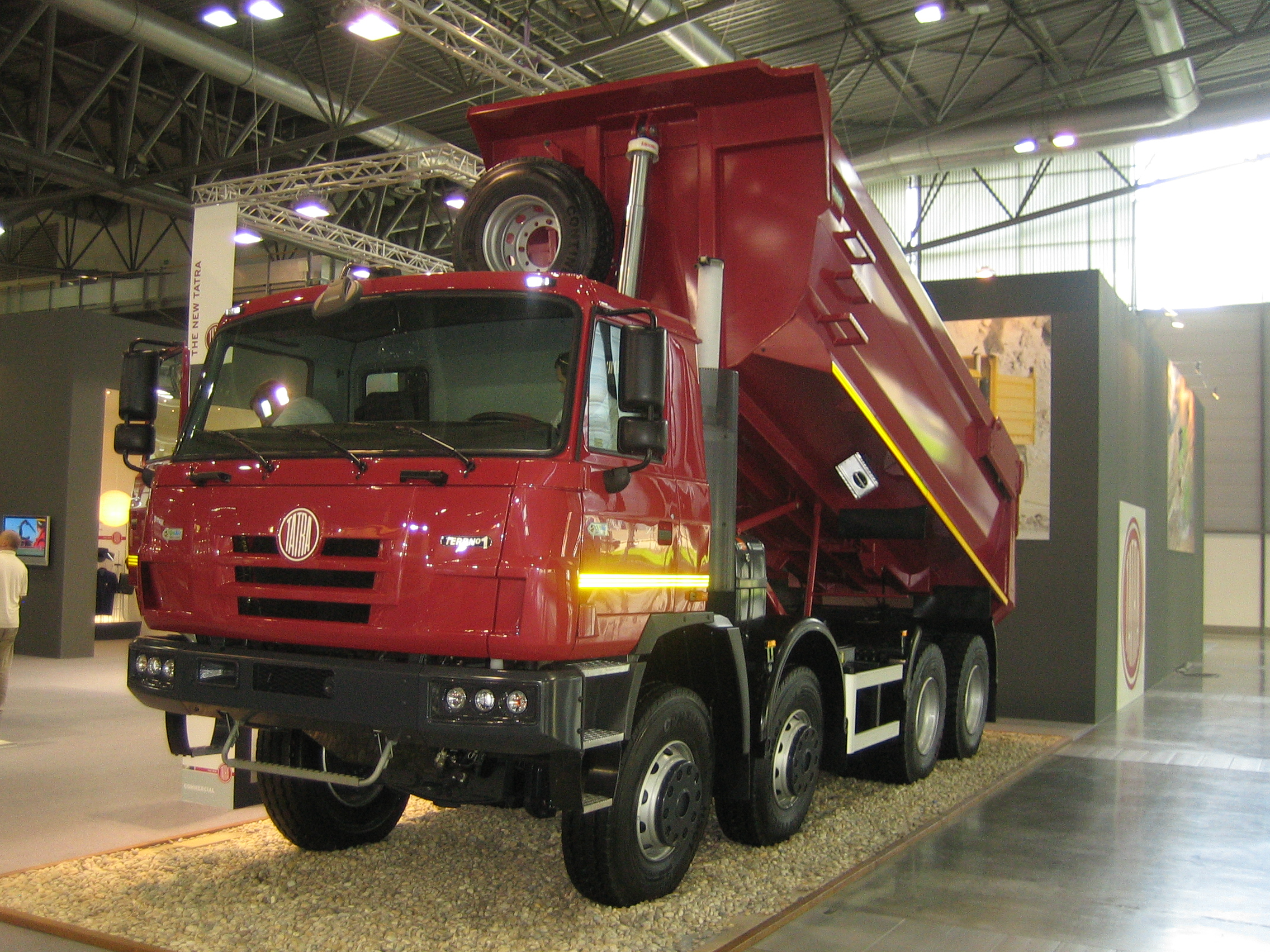
T815 TERRN°1 2010年モデル

## 概要
T815は、1983年にT813の後継として同車より大型のモデルとして作られた。
1989年には改良型の815-2が登場し、1997年にはTerrN°1という新型キャビンが搭載された。2000年には液冷エンジンモデルが追加され、2003年にEuroⅢに対応、2006年にSCRとEuroIVに対応したエンジンが導入された。2004年には新型モデルとして815-7が登場した。

## 設計
T815の特徴は過酷なオフロード条件を想定して設計されていることである。バックボーン型フレームにスイングアクスル式の独立懸架サスペンションをボルトで固定し、他の主要部品もすべてフレームに取り付けることで高いねじり剛性と曲げ剛性を実現している。デファレンシャルギアには2つの対向する曲がり歯傘歯を使用しており、デフロックを可能にするロックピンも備えている。すべてのサスペンションに伸縮式ショックアブソーバーが装備されており、一部のモデルにはスタビライザートーションバーも装備されている。
エンジンは直接燃料噴射式の12.7L 空冷OHV V8エンジンを基本とし、EuroⅠ規制まではV10およびV12エンジンも選択可能だった。また、カミンズとドイツ社の水冷エンジンも搭載可能である。トランスミッションはマニュアル、オートマチック、電子制御式がある。

## バリエーション
- 民生用
  - Tatra 815
  - Tatra 815 低運転台
  - Tatra 815-2
  - Tatra 815-2 TERRN°1
  - Tatra 815-7

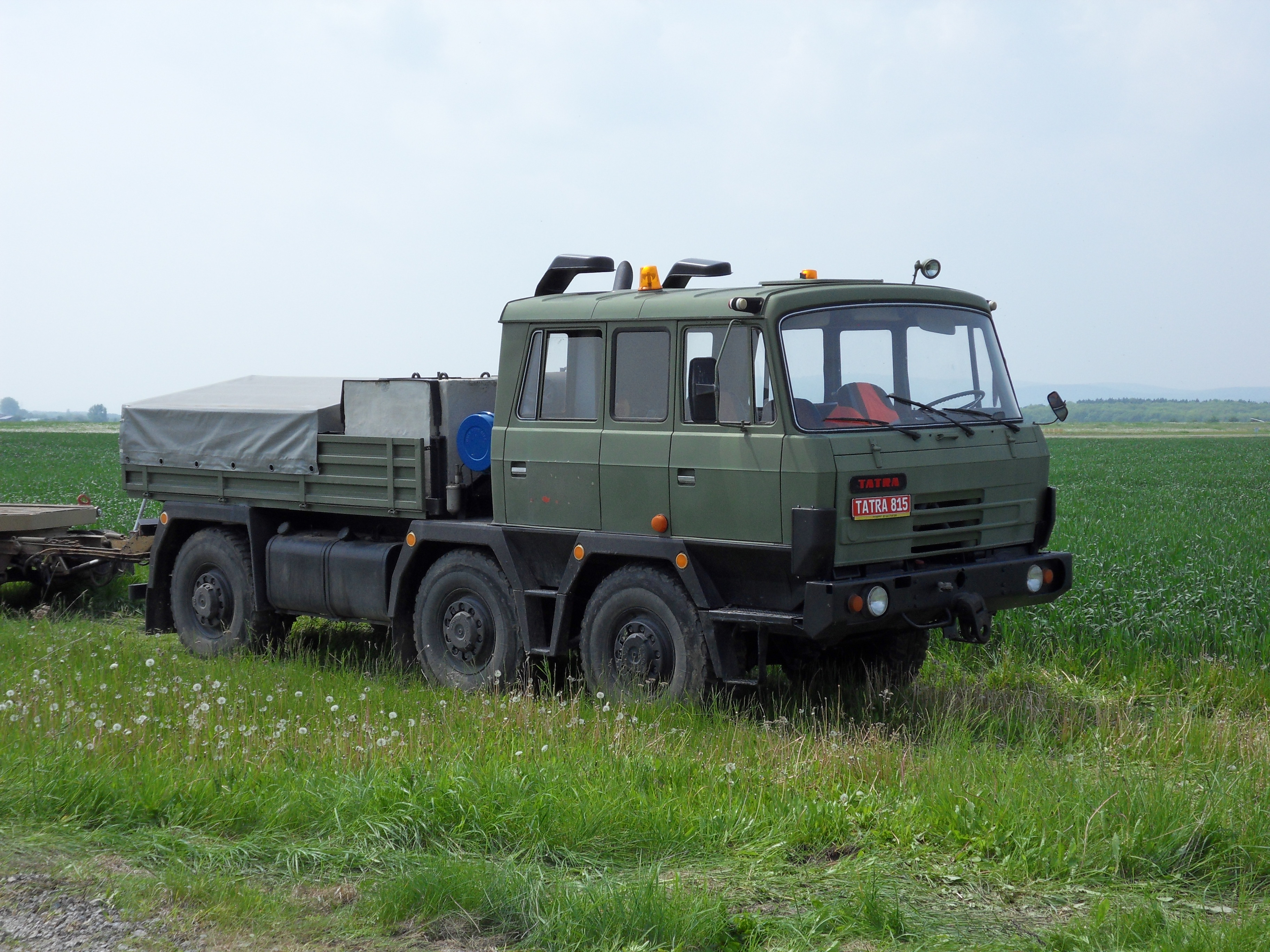
タトラ T815 6x6 軍用トラック

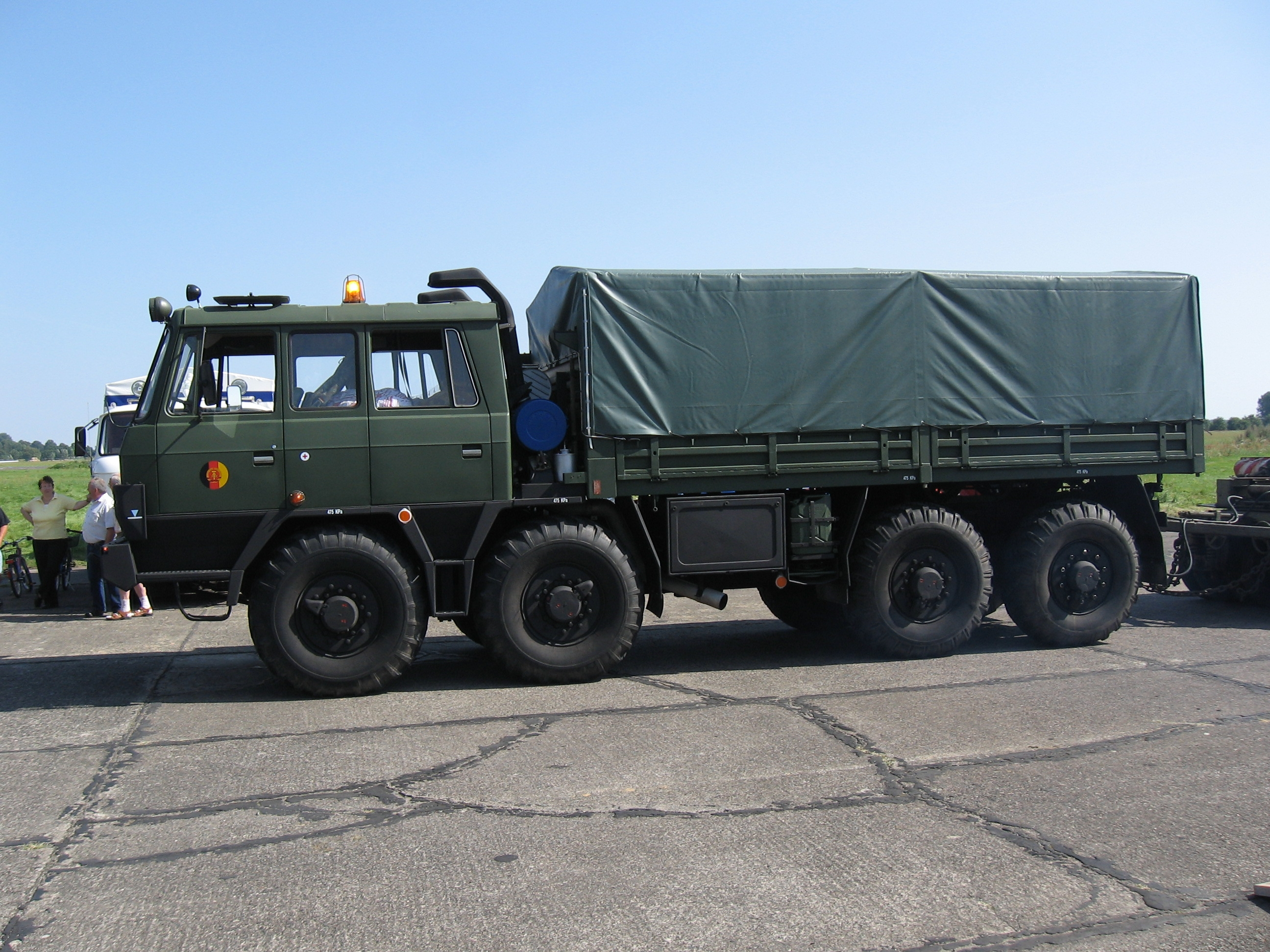
タトラ T815 NVA 兵員・貨物輸送車

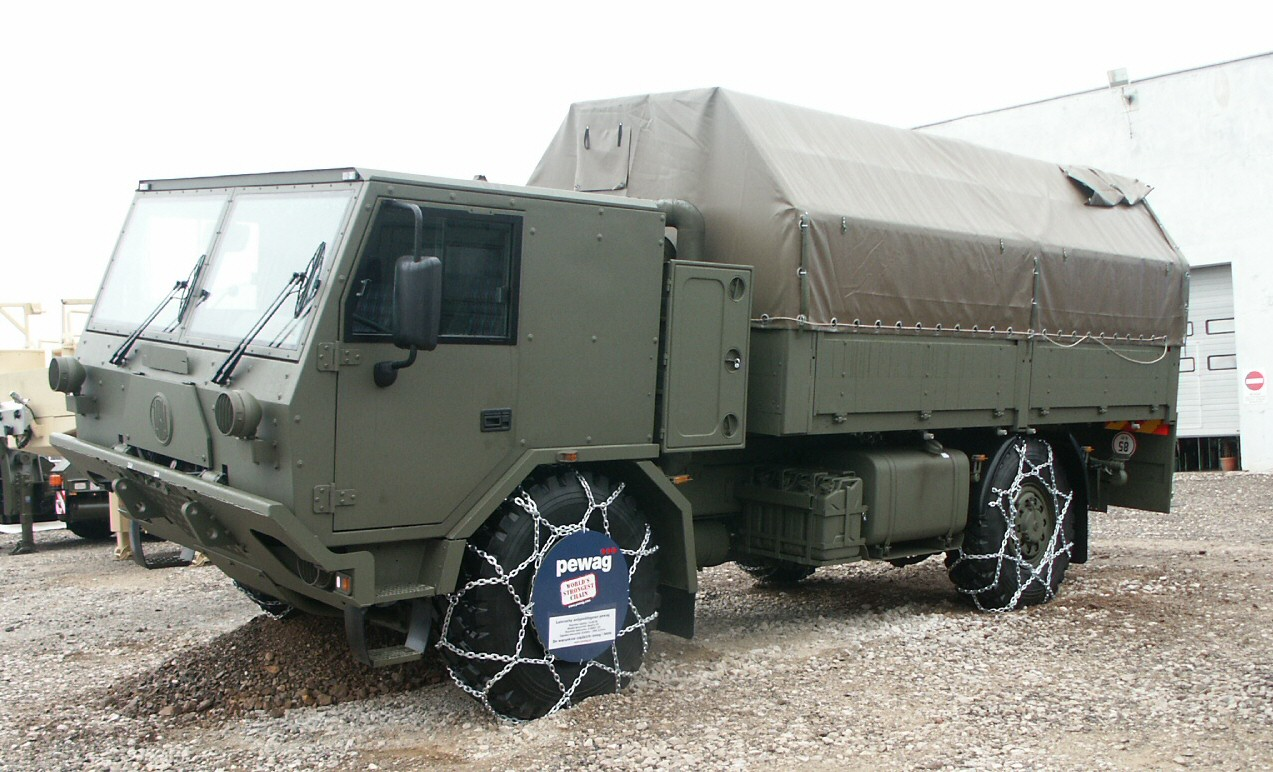
タトラ T815-7 Force

  - Tatra 815-6 Force (消防車)
- 軍用
  - Tatra 815 Armax
  - Tatra 815-6 Force
  - Tatra 815-7 Force
- レース
  - ラリーレイド
  - Truck trial